# 台宇関係
台宇関係は台湾とウクライナの間の関係を指す。1991年のソ連からの分離独立からウクライナと中華人民共和国は国交を結び、併せて「連合声明」で台湾は中国の領土であることを承認した箇所がある。「一つの中国」の原則によりウクライナは中華民国と公式の往来は進めていない。1992年-1996年に双方の関係は、最高潮に達した。
台湾とウクライナに正式な外交関係はなく、現在相手方の首都に大使館の機能を備えた代表機構はない。ウクライナの関連する事務については台北-モスクワ経済文化協調委員会モスクワ代表処と駐ポーランド台北代表処の二重認定によっている。

## 外交史

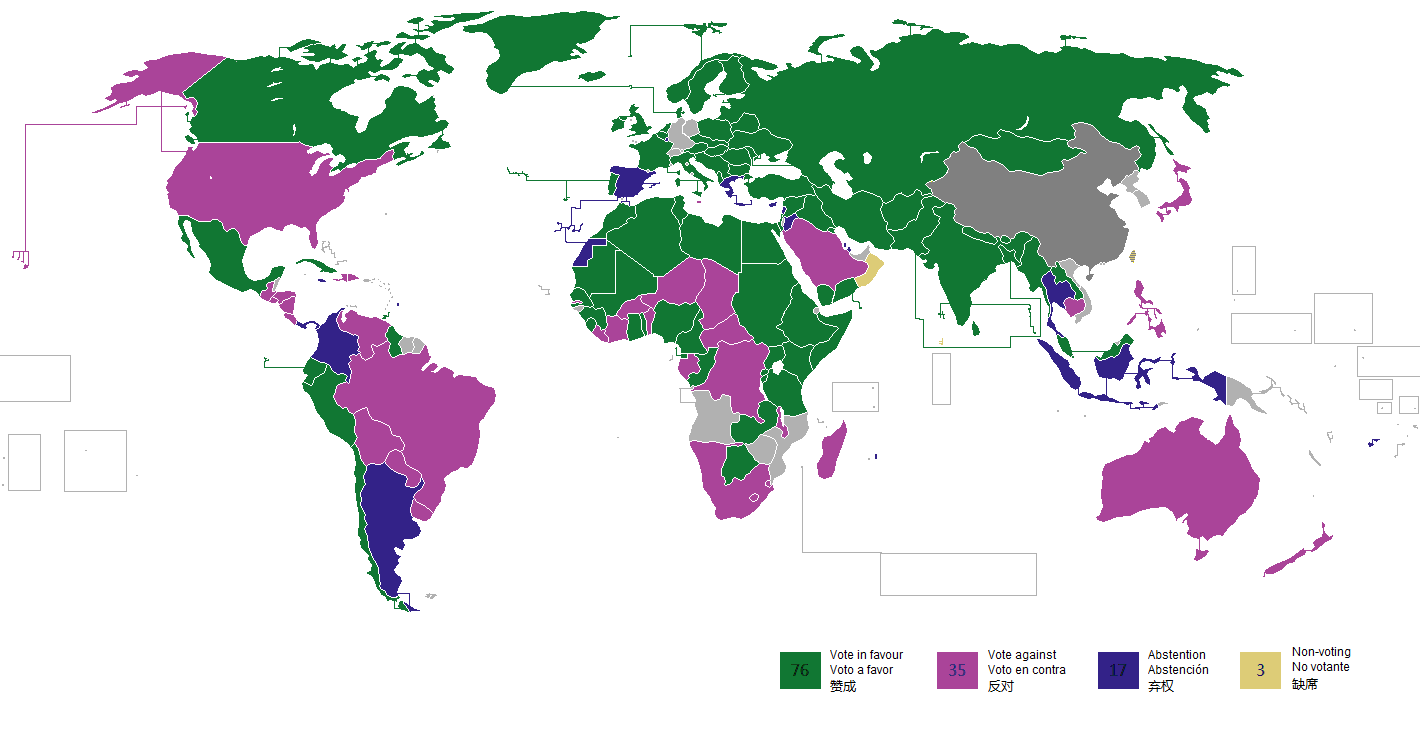
緑色の国は、1971年の投票で中華民国が国際連合に留まること（アルバニア決議）に反対した国を示し、その中にはウクライナ（当時はソビエト連邦構成共和国の中の国際連合に投票権のあるウクライナ・ソビエト社会主義共和国）が含まれていた。

中華民国の政治#外交とウクライナの外交（英語: Foreign relations of Ukraine）参照

### 冷戦
1949年12月、中華民国政府が台湾へ移転した後、世界情勢は冷戦前期に入り、中華民国に国際連合の代表権があるかが争論の主要な焦点になった。1966年11月24日、国際連合総会第21回会議が第2159次会議議題として「中国代表権」を議案として招集された。ウクライナの代表は、率先して発言し、一つの中国があるのみであることを強調し、直ちに中華民国の議席を剥奪することを主張し、中華人民共和国の権利を回復し、併せてこの案件は「国際連合憲章」第18条の重要問題ではないと訴えた。その後、国連2159決議で「何を以てしても中国の代表権の提案は重要問題ではない」と指摘した。。
世界情勢の発展に従って国際連合における中華民国の地位は、急激に悪化した。1971年8月26日、中華民国の駐ホンジュラス大使桂宗堯は、照会を発し、ホンジュラス外務省（英語: Secretariat of Foreign Affairs (Honduras)）大臣に建議してもらい、国際連合における中華民国の二重代表権は、ロシア・ソビエト連邦社会主義共和国とベラルーシ、ウクライナを先例に援用すべきであるとした。10月25日、ウクライナの駐国際連合代表は、相変わらずアルバニア決議に支持票を投じた。

### ショートコンタクト
1991年12月、ソビエト連邦の崩壊後、ウクライナは独立し、中華民国の政治#中央政府はウクライナやベラルーシという二つの元ソ連構成国を以て外交突破目標を作り上げた。中華人民共和国外交部は「最高速度を以て」ウクライナと外交問題を完成するよう要求し、于振起臨時代理大使や范先栄書記（後の中国の駐タジキスタン大使）、趙向栄随員の三人をキエフに派遣し大使館を開館した。1992年1月4日、中華民国外交部章孝厳次官を代表にウクライナを訪問し科学技術や貿易について相談し、相互に事務所を設け、併せてウクライナ国防大臣（英語: List of Ministers of Defense (Ukraine)）や投資建設大臣（英語: Ministry of Infrastructure (Ukraine)）、対外経済関係大臣（英語: Ministry of Economic Development and Trade (Ukraine)）と面会した。1月14日、中国とウクライナは、「国交を樹立する公報」に署名した。但しウクライナが独立して間もなく経済が困難になる問題に直面し、一部のヴェルホーヴナ・ラーダ議員と経済界に中華民国と国交を樹立し援助を受けるべきだと主張する人がいた。
1992年4月7日、蒋孝厳は二度目のウクライナ訪問をし、併せて大量の医療用品を積んだ専用機に搭乗しキエフに到着した。中華人民共和国駐ウクライナ臨時代理大使于振起が知ると、直ちにウクライナ第一外務副大臣と会見することを約束し、ウクライナに「中国・ウクライナの国交を樹立する公報」の厳守を要求し、中華民国の官僚と公式の接触を行わないよう要求した。马卡列维奇则は声明を出し、これまで台湾からウクライナに代表処を設置する必要があるとは聞いたことがないと言った。夜の12時30分、ウクライナ国家テレビ局は台湾の専用機がキエフに到着したと報じ、併せて薬品を積み下ろす画面を報じ、暫くしてウクライナの官僚が現れた。8日午前、于振起は直ちに中国の留学生が飛行場で薬品を引き渡す儀式の段取りをした。一人の中国人留学生が現れウクライナ衛生大臣（英語: Ministry of Healthcare (Ukraine)）が儀式に出席した。于振起は馬卡列維奇副大臣と会見することを約束し併せて厳しい交渉案を提出し、ウクライナ大統領レオニード・クラフチュクはその官僚を評し、併せて今後閣僚は誰も台湾との交渉に参加できない旨を承諾した。この後も親台湾派の議員は台湾との国交樹立を主張し、キエフ大学国際関係学部副学部長は反対を表明し、他に「ウクライナと台湾の国境樹立と他国がウクライナのクリミア半島独立を承認することと異ならない」という主張があった。この後、ウクライナ議会で台湾との国交樹立を提案する人はいなかった。

### 1990年代から現在まで
1992年6月、中華民国立法委員がウクライナのヴェルホーヴナ・ラーダに招待され、初めての国会外交を展開した。
1996年8月18日、中華民国副総統兼行政院長連戦はキエフ大学に招待され私的な訪問を進め、並びに当該校から名誉学位を授与された。しかしこのことは中華人民共和国国務院の猛烈な関心を呼び起こし、中国の在外官僚は、ウクライナの独立日の慶祝活動への参加を拒否し、大型のウクライナ訪問の日程を取り消し、並びにウクライナの軍事代表団との面会を回避した。ウクライナと中華民国の関係は、一旦凍結する事態を引き起こした。
1999年7月，ウクライナ労働党（英語: Labour Ukraine）党首を団長に台湾を訪問した。
2001年2月、ウクライナの前大統領兼国会議員レオニード・クラフチュクは中華民国経済部の下部組織から台湾訪問の招待を受け、並びに中華民国総統陳水扁や行政院長張俊雄らと会見した。
2005年12月、中華民国総統府副秘書長黄志芳はウクライナのヴェルホーヴナ・ラーダ議員ヴィクトル・ピンチュクのウクライナ訪問の招待を受けた。このことはウクライナ外務省にウクライナの首相ユーリー・エハヌロフの指弾を受けさせ、中華民国の官僚の査証の発給が将に中国とウクライナの関係に影響し、台湾(中華民国)の為に中国の承認が得られない国家であった。
2014年2月17日、ウクライナ外務省訪問団が台湾を訪れ台中市政府を訪問し、副市長蔡炳坤と会見したほか、台中市の文教施設を訪問した。

## 民間交流
ウクライナの女性が嘗て映画を制作し、20言語で台湾のひまわり学生運動を声援した。このことは台湾メディアの報道を経て熱烈な反応を作り上げ、僅かな台湾のネット仲間が自主映画を計画して集まった。行動には反響があり、台湾の一群のイラストレーターが将に台湾の魂を表すような作品を創りウクライナの「キーウ・ポスト」に発表し、ウクライナの強い支持を得た。
ウクライナの動乱が持続する政局以来少なからず台湾在住のウクライナ女子が国外滞在を選択し帰郷を選ばず、台湾在住のウクライナ人は増え1万人に近付いた。その中には一部若いウクライナ女子が台湾在住を延長し、一部芸能界で活躍する者がいて、舞踊の世界で活躍する者や、中華民国の国籍を取得したウクライナの芸人ラリサ・バクロヴァなどのモデルになる者もいた。